# Tympanocryptis
Tympanocryptis (безвухий дракон) — рід ігуаноподібних ящірок родини агамових (Agamidae). Представники цього роду є ендеміками Австралії.

## Опис
У представників роду Tympanocryptis тимпан прихований (звідси назва безвухий дракон). Тіло у них сплющене, верхня частина тіла вкрита неоднорідною лускою. Спинний гребінь відсутній. Горлового мішка немає, однак є велика поперечна горлова складка. Хвіст круглий в перерізі. З кожного боку хвоста є преанальна пора, яка іноді відсутня у самок. У більшості видів, за винятком Tympanocryptis tetraporophora, немає стегнових пор.

## Види
Рід Tympanocryptis нараховує 23 види:
- Tympanocryptis argillosa Melville, Chaplin, Hipsley, Sarre, Sumner, & Hutchinson, 2019
- Tympanocryptis centralis Sternfeld, 1925
- Tympanocryptis cephalus Günther, 1867
- Tympanocryptis condaminensis Melville et al., 2014
- Tympanocryptis diabolicus Doughty et al., 2015
- Tympanocryptis fictilis Melville, Chaplin, Hipsley, Sarre, Sumner, & Hutchinson, 2019
- Tympanocryptis fortescuensis Doughty et al., 2015
- Tympanocryptis gigas F. Mitchell, 1948
- Tympanocryptis houstoni Storr, 1982
- Tympanocryptis intima F. Mitchell, 1948
- Tympanocryptis lineata W. Peters, 1863
- Tympanocryptis macra (Storr, 1982)
- Tympanocryptis mccartneyi Melville et al., 2019
- Tympanocryptis osbornei Melville et al., 2019
- Tympanocryptis pentalineata Melville et al., 2014
- Tympanocryptis petersi Melville, Chaplin, Hipsley, Sarre, Sumner, & Hutchinson, 2019
- Tympanocryptis pinguicolla F. Mitchell, 1948
- Tympanocryptis pseudopsephos Doughty et al., 2015
- Tympanocryptis rustica Melville, Chaplin, Hipsley, Sarre, Sumner, & Hutchinson, 2019
- Tympanocryptis tetraporophora Lucas & C. Frost, 1895
- Tympanocryptis tolleyi Melville, Chaplin, Hipsley, Sarre, Sumner, & Hutchinson, 2019
- Tympanocryptis uniformis F. Mitchell, 1948
- Tympanocryptis wilsoni Melville et al., 2014